# Schiffswerft Schmidt
Die Schiffswerft Schmidt GmbH war eine Werft in Oberkassel und später in Oberwinter, einem Ortsteil der Stadt Remagen im rheinland-pfälzischen Landkreis Ahrweiler.

## Geschichte

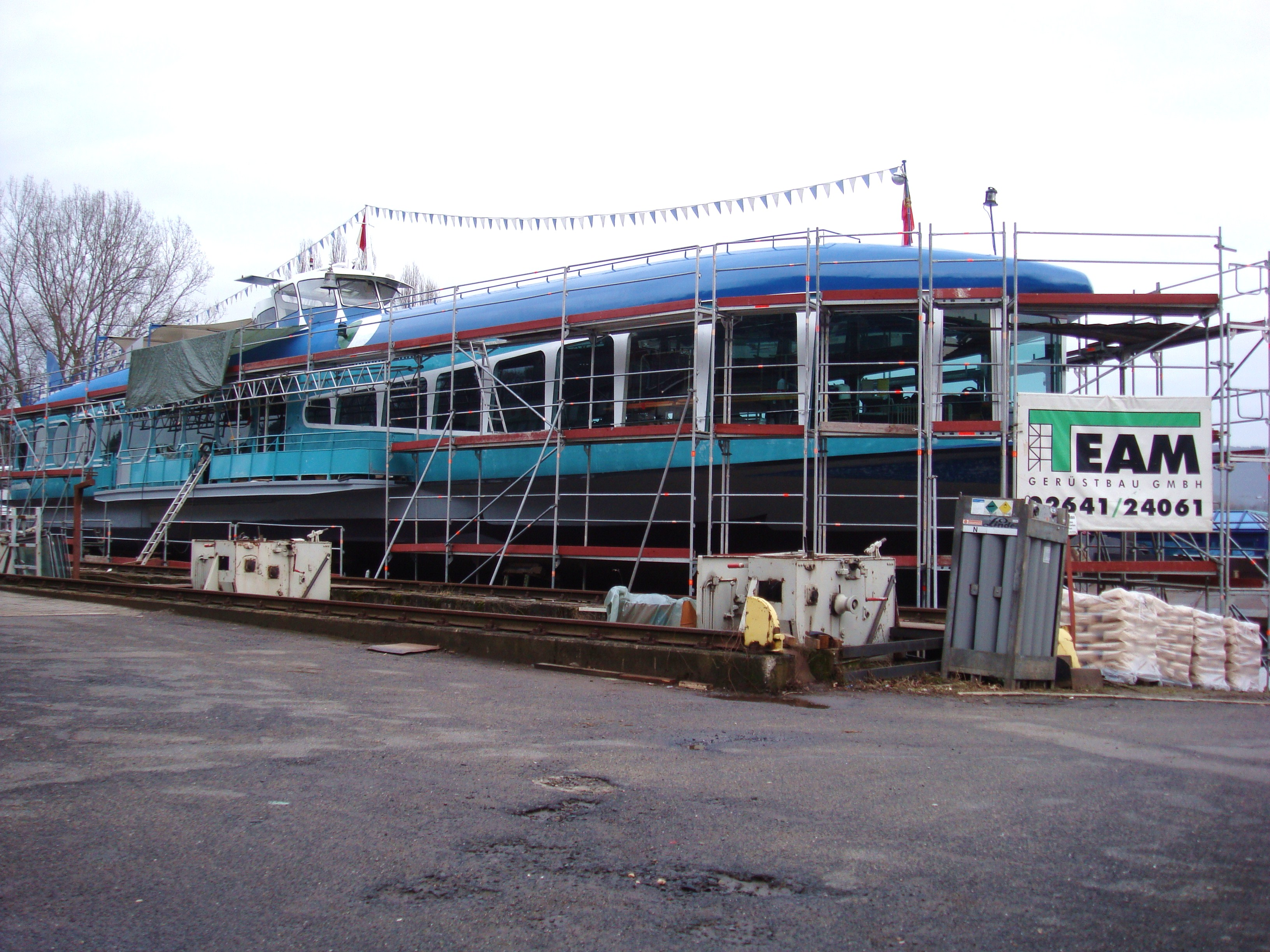
Fahrgastschiff Moby Dick bei einer Reparatur in der ehemaligen Schiffswerft Schmidt

Die Werft wurde 1927 von Wilhelm Schmidt in Oberkassel gegründet, wo sie sich auch bis 1977 befand. Wilhelm Schmidt war von Boitzenburg an der Elbe an den Rhein gezogen; er hatte damals bereits Erfahrung im Binnen- und Seeschiffbau. 1971 übernahm Georg Schmidt als Geschäftsführer den Betrieb.
1977 zog die Werft auf das Gelände der früheren Schiffswerft Oberwinter am südlichen Ortseingang von Rolandseck, nachdem sie ihr bisheriges Gelände an die Stadt Bonn verkauft hatte. Damals hatte sie eine Belegschaft von 18 Mann, später erhöhte sich die Zahl auf 40.
Die meisten Fahrgastschiffe der Schiffswerft Schmidt wurden nach dem Ende des Zweiten Weltkrieges für den Rhein und dessen Nebenflüsse gebaut; sie erhielt aber auch Aufträge aus dem Ausland. Seit 1975 hat Schmidt beispielsweise sechs Fahrgastschiffe für Nigeria gebaut. Die Rursee-Schifffahrt Schwammenauel besaß ebenso wie die Personenschifffahrt Siebengebirge ausschließlich Schiffe, die bei Schmidt gebaut wurden.

Neben Fahrgastschiffen wurden auf der Werft auch Aufträge für Fährschiffe und Lastschiffe ausgeführt. In der näheren Umgebung der Werft verkehrten bis in jüngerer Zeit noch das Fährschiff Siebengebirge (2017 havariert) und verkehrt das Fährschiff Konrad Adenauer der Rheinfähre Bad Godesberg–Niederdollendorf. Ebenso verkehrt zwischen Bonn und Linz am Rhein das Ausflugsschiff Moby Dick, welches 1976 bei der Schiffswerft Schmidt vom Stapel lief.
Ende der 1990er Jahre musste die Familie Schmidt die Werft zunächst schließen und anschließend verkaufen, da die Absatzkrise im Schiffbau auch die Schiffswerft Schmidt erreicht hatte. Die Werft war nicht mehr rentabel genug und zu klein, um mit der damaligen Konkurrenz mitzuhalten.

## Nachfolger

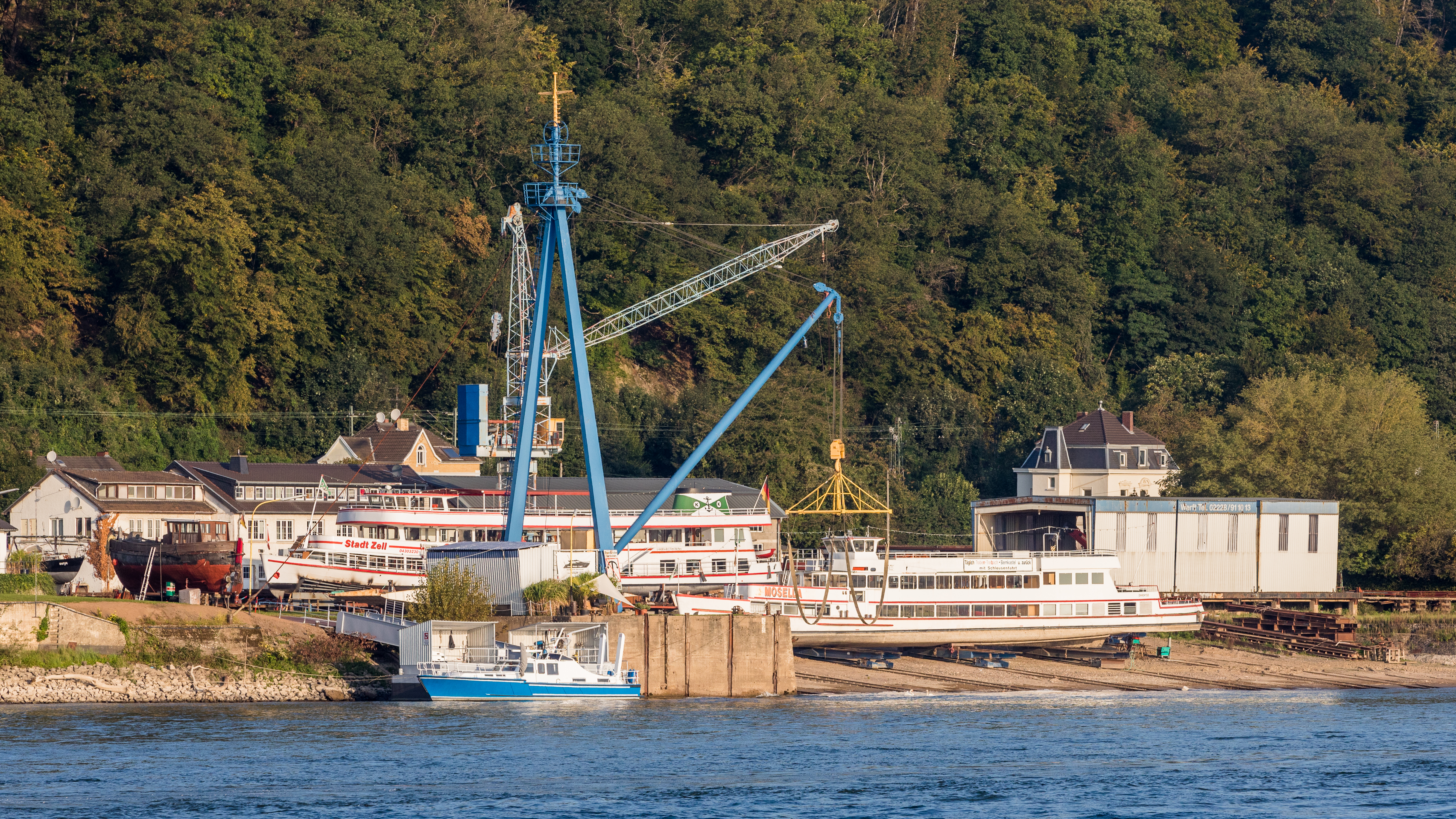
Werft Ritzdorf Schiffs- u. Industrietechnik, Oberwinter

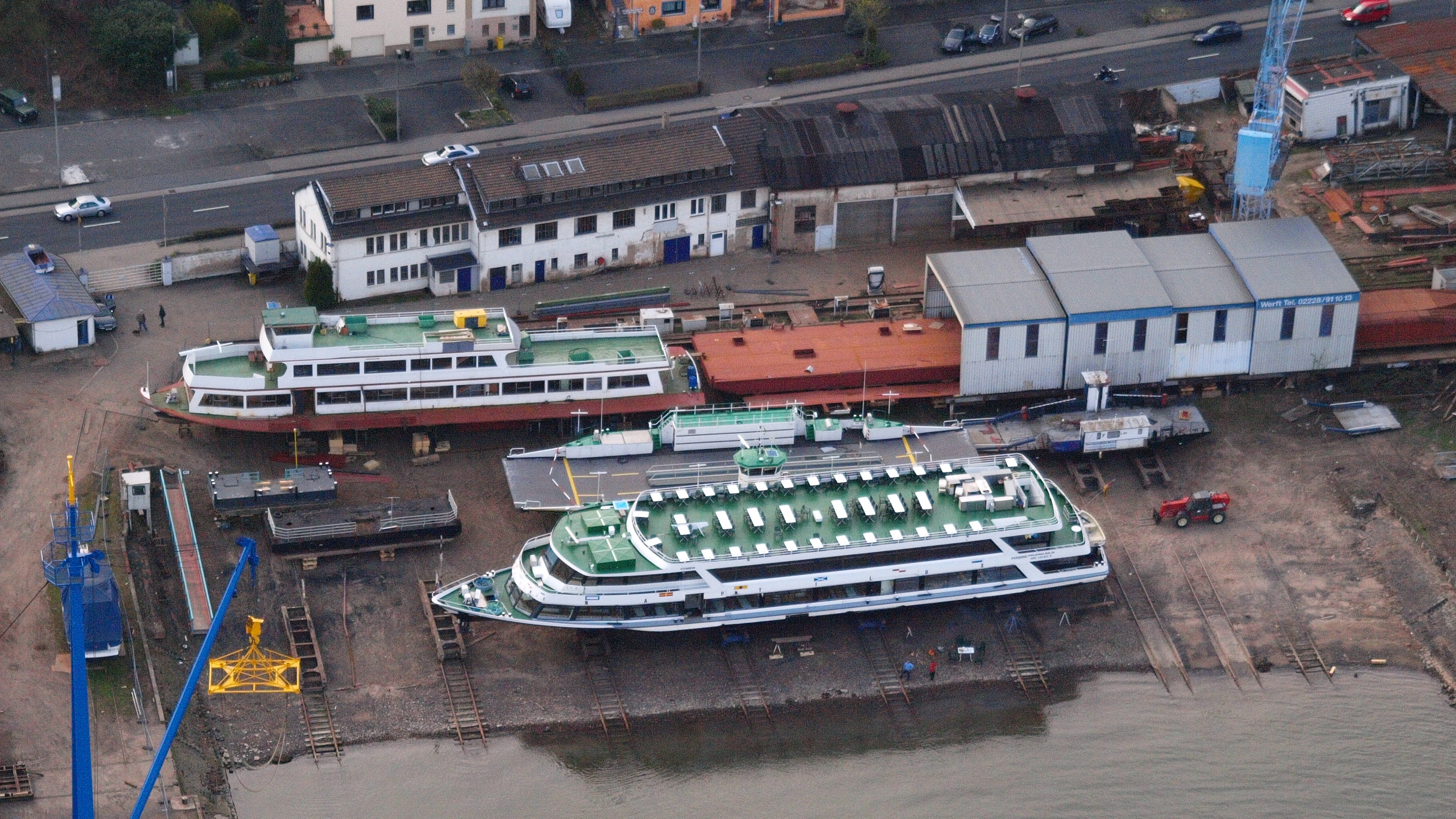
Ehemalige Schiffswerft Schmidt GmbH, Luftaufnahme 2010

Auf dem Gelände der ehemaligen Schiffswerft Schmidt in Oberwinter befindet sich das Werftzentrum Mittelrhein. Dort werden Neubauten für die Binnenschifffahrt gebaut und geplant. Auch Bauten der Schiffswerft Schmidt werden in Oberwinter gewartet, überholt oder repariert. Geschäftsführer ist Rainer Ritzdorf, der auch schon auf der Schiffswerft Schmidt als Schiffsbauer arbeitete. Die Werft wird von der 2009 gegründeten RITZDORF Schiffs- u. Industrietechnik GmbH betrieben.

## Schiffe (unvollständige Liste)
- Stolzenfels (1928) (zuletzt wohl Bärbel)[2]
- Siebengebirge (1929) (mittlerweile Stadt Würzburg)[3]
- Ignatz Maria (Umbau, 1951/52)[4]
- Mainperle (1951), Baunummer 79 (heute: König Gunther)[5]
- Li[e]selotte von der Pfalz (1952 oder 1953) (heute: Wiktoria)[6][7]
- Lindenwirtin (1954) (heute: Spree-Perle)[8][9]
- Wilhelmine oder Rex Rhenus (1954) (Baunummer 89, heute: Mariandl)[10][11]
- Eifel (1954)
- Heinz (1955)[12]
- Möve (1955)[13]
- Luxemburg (1955) (heute: Eurostrand-Leiwen)[14]
- Rolandsbogen (1955) (heute: Frère Orban)[15]
- Stromer (1956)
- Dorothea Epple (heute: Germania) (1957)[16]
- Gebrüder Bossler (heute: Santa Barbara) (1957)
- Georg Fischer (heute: Neckar-Fee) (1957)
- Neckarperle (später: Moselland) (1957)
- Vogisheim (1957) (heute:Vios)[17]
- Stuttgart (1957)[18] (heute: Atlas V)[19]
- Berta Epple (1958) (heute: Le Signac)[20]
- Germania (1958) (heute: Restaurant Marti in Berlin)[21]
- Strolch (1958)[22]
- Lahnstolz I (1959) (später Wappen von Hannover, 2022 nach Frankreich verkauft und vermutlich umbenannt)[23]
- Nixe (1959)
- Wels (1959) (heute: Cöpenick)[24]
- Rosenstein (1959) (heute: Phönix)[25]
- Stadt Trier (1960) (später: Captain Fu, danach namenlos in Halle an der Saale)[26]
- Düren (1960/61) (heute: Bodensee)[27]
- Wappen von Bernkastel (1962)[28]
- Wilhelma (1962) (Baunummer 143)[29]
- Boddenkieker (1963)[30]
- Mozart (1963)[31]
- Vaterland (1964/65) (später: Lorraine, Princess)[32]
- Annemarie (heute: Kaiserstuhl)[33]
- Achat (1965)[34]
- Jocominaplaat (1965) (heute: Rheinfels)[35]
- Futurum (1965)[36][37]
- Carmen Sylva (1968)
- Europa (1969)
- Siebengebirge (1969), Baunummer 96
- Insel Amrum (1970), (Rumpf, restliche Arbeiten auf der Husumer Schiffswerft)
- Verona (1970) (heute: River Lady)[38]
- Hanseatic (1971) (heute: Nikolaus Cusanus)[39]
- Primus (1974)
- Moby Dick (1976)
- Romantica (1977)
- Weinland Baden (1980)[40]
- Johann Wolfgang von Goethe (1983), Baunummer 205
- Stadt Merzig (1985) (heute: Havelland)[41]
- Luna (1986)[42] (heute: Geiseltalsee)
- Wappen von Limburg (1987), Baunummer 222
- Stadt Bamberg (1987), Baunummer 223[43]
- Marina (1988) (heute: Pfannkuchenschiff)[44]
- Astoria (1988)
- Renate (1988), (Baunummer 233, heute: Alt Heidelberg)
- Weyregg (1989), Baunummer 235
- Rheinkrone (1991)[45]
- Karl Jarres (1992)[46]